# Королёво (Кардымовский район)
Королёво — деревня в Кардымовском районе Смоленской области России. Входит в состав Нетризовского сельского поселения. 
Расположена в центральной части области в 20 км к юго-западу от Кардымова, в 13 км южнее автодороги Р134 «Старая Смоленская дорога» Смоленск — Дорогобуж — Вязьма — Зубцов, на берегу реки Днепр. В 7 км северо-восточнее деревни расположена железнодорожная станция Конец на линии Смоленск — Сухиничи. 

## История
В годы Великой Отечественной войны деревня была оккупирована гитлеровскими войсками в августе 1941 года, освобождена в сентябре 1943 года.